# 魏裔訥
魏裔訥，字观周，一字辩若，号蘧庵，直隸柏鄉縣人，清朝政治人物。

## 生平
順治十八年（1661年）辛丑科進士，官至湖南桃源縣知縣。著有《逸林居诗》。

## 家族
兄魏裔介。